# Вінкове
Ві́нкове — село в Україні, у Мукачівському районі Закарпатської області.
Село засноване на початку ХХ століття
З релігійних споруд наявна лише капличка.
У 1946 році збудовано школу.

## Населення
Згідно з переписом УРСР 1989 року чисельність наявного населення села становила 87 осіб, з яких 42 чоловіки та 45 жінок.
За переписом населення України 2001 року в селі мешкало 76 осіб.

### Мова
Розподіл населення за рідною мовою за даними перепису 2001 року:
| Мова       | Відсоток |
| ---------- | -------- |
| українська | 89,47 %  |
| угорська   | 9,21 %   |
| російська  | 1,32 %   |